# Кончервиано
Кончервиа̀но (на италиански: Concerviano) е село и община в Централна Италия, провинция Риети, регион Лацио. Разположено е на 560 m надморска височина. Населението на общината е 319 души (към 2010 г.).